# Резолюции Совета Безопасности ООН 1901—2000
Это список резолюций Совета Безопасности ООН с 1901 по 2000, принятых в период с 16 декабря 2009 года по 27 июля 2011 года.
| Резолюция | Дата             | Голосование                                                     | Вопрос |
| --------- | ---------------- | --------------------------------------------------------------- | --- |
| 1901      | 16 декабря 2009  | 15–0–0                                                          | Срок полномочий судей Международного трибунала по Руанде                                                                                         |
| 1902      | 17 декабря 2009  | 15–0–0                                                          | Продлевает мандат Объединённого представительства ООН в Бурунди                                                                                  |
| 1903      | 17 декабря 2009  | 15–0–0                                                          | Отменяет эмбарго на поставки оружия в Либерию, возобновляет запрет на поездки для некоторых должностных лиц; продлевает мандат экспертной группы |
| 1904      | 17 декабря 2009  | 15–0–0                                                          | Режим санкций против «Аль-Каиды», движения «Талибан» и связанных с ними группировок                                                              |
| 1905      | 21 декабря 2009  | 15–0–0                                                          | Продлевает договорённости, касающиеся Фонда развития Ирака                                                                                       |
| 1906      | 23 декабря 2009  | 15–0–0                                                          | Продлевает мандат Миссии ООН в Демократической Республике Конго                                                                                  |
| 1907      | 23 декабря 2009  | 13–1–1 (против: Ливия; воздержался: Китай)                      | Санкции против Эритреи за её роль в Сомали и её отказ вывести войска от границы с Джибути                                                        |
| 1908      | 19 января 2010   | 15–0–0                                                          | Увеличение численности Миссии ООН по стабилизации на Гаити после землетрясения на Гаити                                                          |
| 1909      | 21 января 2010   | 15–0–0                                                          | Продлевает мандат Миссии ООН в Непале и планирует её вывод                                                                                       |
| 1910      | 28 января 2010   | 15–0–0                                                          | Продлевает мандат Миссии Африканского союза в Сомали                                                                                             |
| 1911      | 28 января 2010   | 15–0–0                                                          | Продлевает мандат Операции ООН в Кот-д'Ивуаре в преддверии президентских выборов                                                                 |
| 1912      | 26 февраля 2010  | 15–0–0                                                          | Продлевает мандат Интегрированной миссии ООН в Восточном Тиморе; реконфигурация полицейского компонента                                          |
| 1913      | 12 марта 2010    | 15–0–0                                                          | Продлевает мандат Миссии ООН в Центральноафриканской Республике и Чаде                                                                           |
| 1914      | 18 марта 2010    | 15–0–0                                                          | Вакансия и выборы в Международный суд ООН |
| 1915      | 18 марта 2010    | 15–0–0                                                          | Временное увеличение числа судей Международного трибунала по бывшей Югославии                                                                    |
| 1916      | 19 марта 2010    | 15–0–0                                                          | Продлевает и расширяет мандат Группы контроля по Сомали, включая положения против Эритреи                                                        |
| 1917      | 22 марта 2010    | 15–0–0                                                          | Продлевает мандат Миссии ООН по содействию Афганистану; усилия по восстановлению                                                                 |
| 1918      | 27 апреля 2010   | 15–0–0                                                          | Призывает все государства ввести уголовную ответственность за пиратство в соответствии с национальным законодательством                          |
| 1919      | 29 апреля 2010   | 15–0–0                                                          | Продлевает мандат Миссии ООН в Судане |
| 1920      | 30 апреля 2010   | 15–0–0                                                          | Продлевает мандат Миссии ООН по проведению референдума в Западной Сахаре                                                                         |
| 1921      | 12 мая 2010      | 15–0–0                                                          | Продлевает мандат Миссии ООН в Непале; подготовка к выводу                                                                                       |
| 1922      | 12 мая 2010      | 15–0–0                                                          | Продлевает мандат Миссии ООН в Центральноафриканской Республике и Чаде                                                                           |
| 1923      | 25 мая 2010      | 15–0–0                                                          | Вывод Миссии ООН в Центральноафриканской Республике и Чаде                                                                                       |
| 1924      | 27 мая 2010      | 15–0–0                                                          | Продлевает мандат Операции ООН в Кот-д'Ивуаре |
| 1925      | 28 мая 2010      | 15–0–0                                                          | Продлевает мандат Миссии ООН в Демократической Республике Конго; уменьшает размер; переименовывает силы                                          |
| 1926      | 2 июня 2010      | 15–0–0                                                          | Вакансия и выборы в Международный суд ООН |
| 1927      | 4 июня 2010      | 15–0–0                                                          | Развёртывание дополнительной полиции в составе Миссии ООН по стабилизации на Гаити                                                               |
| 1928      | 7 июня 2010      | 15–0–0                                                          | Продлён мандат экспертной группы по наблюдению за санкциями против КНДР                                                                          |
| 1929      | 9 июня 2010      | 12–2–1 (против: Бразилия, Турция; воздержался: Ливан)           | Санкции против Ирана из-за его ядерной программы                                                                                                 |
| 1930      | 15 июня 2010     | 14–1–0 (против: Турция)                                         | Продлён мандат Вооружённых сил ООН по поддержанию мира на Кипре                                                                                  |
| 1931      | 29 июня 2010     | 15–0–0                                                          | Продлевает срок полномочий судей Международного трибунала по бывшей Югославии                                                                    |
| 1932      | 29 июня 2010     | 15–0–0                                                          | Продлевает срок полномочий судей Международного трибунала по Руанде                                                                              |
| 1933      | 30 июня 2010     | 15–0–0                                                          | Продлевает и расширяет мандат Операции ООН в Кот-д'Ивуаре и поддержка французских сил                                                            |
| 1934      | 30 июня 2010     | 15–0–0                                                          | Продлевает мандат Сил ООН по наблюдению за разъединением                                                                                         |
| 1935      | 30 июля 2010     | 15–0–0                                                          | Продлевает мандат Совместной операции Африканского союза — ООН в Дарфуре                                                                         |
| 1936      | 5 августа 2010   | 15–0–0                                                          | Продлевает мандат Миссии ООН по содействию Ираку                                                                                                 |
| 1937      | 30 августа 2010  | 15–0–0                                                          | Продлён мандат Временных сил ООН в Ливане |
| 1938      | 15 сентября 2010 | 15–0–0                                                          | Продлевает мандат Миссии ООН в Либерии |
| 1939      | 15 сентября 2010 | 15–0–0                                                          | Продлевает мандат Миссии ООН в Непале в последний раз                                                                                            |
| 1940      | 29 сентября 2010 | 15–0–0                                                          | Отменяет эмбарго на поставки оружия и остающиеся санкции против Сьерра-Леоне                                                                     |
| 1941      | 29 сентября 2010 | 15–0–0                                                          | Продлевает мандат Объединённого представительства ООН по миростроительству в Сьерра-Леоне                                                        |
| 1942      | 29 сентября 2010 | 15–0–0                                                          | Санкционирует временное увеличение военного и полицейского контингентов Операции ООН в Кот-д'Ивуаре                                              |
| 1943      | 13 октября 2010  | 15–0–0                                                          | Продлевает полномочия Международных сил содействия безопасности в Афганистане                                                                    |
| 1944      | 14 октября 2010  | 15–0–0                                                          | Продлевает мандат Миссии ООН по стабилизации в Гаити                                                                                             |
| 1945      | 14 октября 2010  | 14–0–1 (воздержался: Китай)                                     | Продлён мандат экспертной группы по наблюдению за санкциями против группировок в Дарфуре (Судан)                                                 |
| 1946      | 15 октября 2010  | 15–0–0                                                          | Продление мандата группы экспертов и санкции против Кот-д'Ивуара                                                                                 |
| 1947      | 29 октября 2010  | 15–0–0                                                          | Подтверждает роль Комиссии ООН по миростроительству                                                                                              |
| 1948      | 18 ноября 2010   | 15–0–0                                                          | Продлевает мандат EUFOR Althea в Боснии и Герцеговине                                                                                            |
| 1949      | 23 ноября 2010   | 15–0–0                                                          | Продлевает мандат Объединённого отделения ООН по миростроительству в Гвинее-Бисау                                                                |
| 1950      | 23 ноября 2010   | 15–0–0                                                          | Повторно разрешает государствам вмешиваться в акты пиратства у берегов Сомали                                                                    |
| 1951      | 24 ноября 2010   | 15–0–0                                                          | Временная передислокация подразделений Миссии ООН в Либерии в состав Операции ООН в Кот-д'Ивуаре                                                 |
| 1952      | 29 ноября 2010   | 15–0–0                                                          | Продлевает эмбарго на поставки оружия и другие санкции против Демократической Республики Конго                                                   |
| 1953      | 14 декабря 2010  | 14–1–0 (против: Турция)                                         | Продлён мандат Вооружённых сил ООН по поддержанию мира на Кипре                                                                                  |
| 1954      | 14 декабря 2010  | 15–0–0                                                          | Продлевает срок полномочий судей Международного трибунала по бывшей Югославии                                                                    |
| 1955      | 14 декабря 2010  | 15–0–0                                                          | Продлевает срок полномочий судей Международного трибунала по Руанде; временное увеличение числа судей ad litem                                   |
| 1956      | 15 декабря 2010  | 15–0–0                                                          | Прекращает деятельность Фонда развития Ирака; правопреемники по экспорту нефти и газа                                                            |
| 1957      | 15 декабря 2010  | 15–0–0                                                          | Отменяет ограничения, касающиеся оружия массового поражения и гражданской ядерной деятельности против Ирака                                      |
| 1958      | 15 декабря 2010  | 14–0–1 (воздержалась: Франция)                                  | Прекращает оставшуюся деятельность иракской программы «Нефть в обмен на продовольствие»                                                          |
| 1959      | 16 декабря 2010  | 15–0–0                                                          | Учреждение Отделения ООН в Бурунди |
| 1961      | 16 декабря 2010  | 15–0–0                                                          | Просит предоставлять информацию о сторонах, подозреваемых в причастности к сексуальным злоупотреблениям во время вооружённого конфликта          |
| 1961      | 17 декабря 2010  | 15–0–0                                                          | Продлевает эмбарго на поставки оружия и санкции на поездки в отношении Либерии                                                                   |
| 1962      | 20 декабря 2010  | 15–0–0                                                          | Продлевает мандат Операции ООН в Кот-д'Ивуаре; требует уважать результаты выборов                                                                |
| 1963      | 20 декабря 2010  | 15–0–0                                                          | Продолжает работу Исполнительного директората Контртеррористического комитета под руководством Контртеррористического комитета                   |
| 1964      | 22 декабря 2010  | 15–0–0                                                          | Продлевает полномочия Миссии Африканского союза в Сомали; увеличивает размер сил                                                                 |
| 1965      | 22 декабря 2010  | 15–0–0                                                          | Продлевает мандат Сил ООН по наблюдению за разъединением                                                                                         |
| 1966      | 22 декабря 2010  | 14–0–1 (воздержалась: Россия)                                   | Создаёт остаточный механизм для выполнения оставшихся задач международных трибуналов по Руанде и бывшей Югославии                                |
| 1967      | 19 января 2011   | 15–0–0                                                          | Санкционирует увеличение численности Операции ООН в Кот-д'Ивуаре                                                                                 |
| 1968      | 16 февраля 2011  | 15–0–0                                                          | Продлевает передислокацию войск из Миссии ООН в Либерии в Операцию ООН в Кот-д'Ивуаре                                                            |
| 1969      | 24 февраля 2011  | 15–0–0                                                          | Продлевает мандат Интегрированной миссии ООН в Восточном Тиморе                                                                                  |
| 1970      | 26 февраля 2011  | 15–0–0                                                          | Вводит санкции против ливийского режима Муаммара Каддафи за его попытки подавить восстание                                                       |
| 1971      | 3 марта 2011     | 15–0–0                                                          | Выводит контингент Миссии ООН в Либерии из состава Специального суда по Сьерра-Леоне                                                             |
| 1972      | 17 марта 2011    | 15–0–0                                                          | Временно освобождает деятельность гуманитарных организаций в Сомали от финансовых санкций                                                        |
| 1973      | 17 марта 2011    | 10–0–5 (воздержались: Бразилия, Германия, Индия, Китай, Россия) | Разрешает использование бесполётной зоны над Ливией с явной задачей защиты гражданского населения                                                |
| 1974      | 22 марта 2011    | 15–0–0                                                          | Продлён мандат Миссии ООН по содействию Афганистану                                                                                              |
| 1975      | 30 марта 2011    | 15–0–0                                                          | Вводит санкции против ивуарийского режима Лорана Гбагбо за отказ передать власть                                                                 |
| 1976      | 11 апреля 2011   | 15–0–0                                                          | Постановляет рассмотреть вопрос о создании специальных судов для рассмотрения дел о пиратстве у берегов Сомали                                   |
| 1977      | 20 апреля 2011   | 15–0–0                                                          | Продлевает мандат Комитета 1540 по нераспространению оружия массового поражения                                                                  |
| 1978      | 27 апреля 2011   | 15–0–0                                                          | Продлевает мандат Миссии ООН в Судане |
| 1979      | 27 апреля 2011   | 15–0–0                                                          | Продлевает мандат Миссии ООН по проведению референдума в Западной Сахаре                                                                         |
| 1980      | 28 апреля 2011   | 15–0–0                                                          | Продлевает эмбарго на поставки оружия и запрет на торговлю алмазами с Кот-д'Ивуаром                                                              |
| 1981      | 13 мая 2011      | 15–0–0                                                          | Продлевает мандат Операции ООН в Кот-д'Ивуаре и временная передислокация из Либерии                                                              |
| 1982      | 17 мая 2011      | 15–0–0                                                          | Продлён мандат экспертной группы по наблюдению за эмбарго на поставки оружия и другими санкциями против Судана                                   |
| 1983      | 7 июня 2011      | 15–0–0                                                          | Включение профилактики, лечения, ухода и поддержки в связи с ВИЧ/СПИДом в миссиях по поддержанию мира                                            |
| 1984      | 9 июня 2011      | 14–0–1 (воздержался: Ливан)                                     | Продлён мандат экспертной группы по наблюдению за санкциями против Ирана                                                                         |
| 1985      | 10 июня 2011     | 15–0–0                                                          | Продлён мандат экспертной группы по наблюдению за санкциями против КНДР                                                                          |
| 1986      | 13 июня 2011     | 15–0–0                                                          | Продлён мандат Вооружённых сил ООН по поддержанию мира на Кипре                                                                                  |
| 1987      | 17 июня 2011     | Принята путём аккламации                                        | Рекомендует Пан Ги Муна на второй срок на посту Генерального секретаря ООН                                                                       |
| 1988      | 17 июня 2011     | 15–0–0                                                          | Разделяет функции Комитета по санкциям против «Аль-Каиды» и «Талибана»; санкции в отношении талибов                                              |
| 1989      | 17 июня 2011     | 15–0–0                                                          | Разделяет функции Комитета по санкциям против «Аль-Каиды» и «Талибана»; санкции в отношении «Аль-Каиды»                                          |
| 1990      | 27 июня 2011     | 15–0–0                                                          | Создание Временных сил безопасности ООН для Абьея в приграничном районе между Суданом и Южным Суданом                                            |
| 1991      | 28 июня 2011     | 15–0–0                                                          | Продлевает деятельность Миссии ООН по стабилизации в Демократической Республике Конго                                                            |
| 1992      | 29 июня 2011     | 15–0–0                                                          | Продление развёртывания вертолетов из Миссии ООН в Либерии в Операцию ООН в Кот-д'Ивуаре                                                         |
| 1993      | 29 июня 2011     | 15–0–0                                                          | Продлевает срок полномочий судей Международного трибунала по бывшей Югославии                                                                    |
| 1994      | 30 июня 2011     | 15–0–0                                                          | Продлевает мандат Сил ООН по наблюдению за разъединением                                                                                         |
| 1995      | 6 июля 2011      | 15–0–0                                                          | Позволяет временным судьям Международного трибунала по Руанде голосовать и баллотироваться в качестве кандидатов на пост президента              |
| 1996      | 8 июля 2011      | 15–0–0                                                          | Учреждает Миссию ООН в Республике Южный Судан |
| 1997      | 11 июля 2011     | 15–0–0                                                          | Санкционирует закрытие Миссии ООН в Судане |
| 1998      | 12 июля 2011     | 15–0–0                                                          | Осуждает нападения на школы и больницы в ходе вооружённого конфликта                                                                             |
| 1999      | 13 июля 2011     | Принята без голосования                                         | Рекомендует принять Южный Судан в ООН |
| 2000      | 27 июля 2011     | 15–0–0                                                          | Продлевает мандат Операции ООН в Кот-д'Ивуаре |